# ATP Vietnam Open 2005
L'ATP Vietnam Open 2005, noto anche per motivi di sponsorizzazione come Kingfisher Airlines Tennis Open 2005, è stato un torneo di tennis giocato sul cemento. 
È stata la 9ª edizione del ATP Vietnam Open, che fa parte della categoria International Series nell'ambito dell'ATP Tour 2005. Si è giocato a Ho Chi Minh City in Vietnam, dal 26 settembre al 2 ottobre 2005.

## Campioni

### Singolare
Jonas Björkman ha battuto in finale  Radek Štěpánek per 6–3, 7–6(4).

### Doppio
Lars Burgsmüller /  Philipp Kohlschreiber hanno battuto in finale  Ashley Fisher /  Robert Lindstedt con il punteggio di 5(3)–6, 6–4, 6–2.